# アンドレイ・レンドラ
アンドレイ・レンドラ（Andrej Rendla, 1990年10月13日 - ）は、スロバキア・バンスカー・ビストリツァ出身の元サッカー選手。現役時代のポジションはMF。

## 経歴
2008年1月のスパルタ・ロッテルダム戦でFCトゥウェンテに移籍後初出場を果たしたが、その後膝靭帯損傷の怪我を負い、そのシーズンの出場が絶望的となった。